# Ostfildern
Ostfildern je německé velké okresní město v Bádensku-Württembersku v zemském okrese Esslingen. Je tvořeno šesti městskými částmi: Kemnat, Nellingen, Parksiedlung, Ruit, Scharnhausen a Scharnhauser Park.

## Poloha
Nachází se v úrodné oblasti Filder přibližně 8 km jihovýchodně od Stuttgartu. Na jeho jihu protéká řeka Körsch, která se dále vlévá do Neckaru.
Sousední obce: Esslingen am Neckar, Denkendorf, Neuhausen auf den Fildern a Stuttgart.

## Historie
Město bylo vytvořeno 1. ledna 1975 sloučením do té doby samostatných částí Nellingen (včetně části Parksiedlung), Ruit, Kemnat a Scharnhausen.

## Památky a muzea
- evangelický kostel St.-Blasius-Kirche v městské části Nellingen auf den Fildern
- městská galerie Ostfildern

## Partnerská města
- Bierawa, Polsko
- Hohenems, Rakousko
- Mirandola, Itálie
- Montluel, Francie
- Poltava, Ukrajina
- Radebeul, Sasko, Německo
- Reinach, Švýcarsko